# КАБ-1500
КАБ-1500 (рос. корректируемая авиабомба) — російська авіабомба, що коригується, масою 1500 кг і лазерним/телевізійним самонаведенням, здатна пробити 3 метри ЗБВ або 20 метрів землі. Розроблено у ВАТ ДНВП «Регіон».

## Різновиди
Телевізійне самонаведення:
- КАБ-1500Кр

Лазерне напівактивне самонаведення:
- КАБ-1500ЛГ-Ф — бойова частина фугасного типу.
- КАБ-1500ЛГ-ОД — об'ємно-детонуюча бойова частина.
- КАБ-1500ЛГ-Пр — проникаюча бойова частина.

## Тактико-технічні характеристики
- Маса близько 1500 кг
- Довжина близько 4,4 метра
- Діаметр 58 см
- Висота скидання до 8 км.
- Точність влучення до 4 м
- Носії Су-24М, Су-34, Су-35.

## Бойове застосування
Сирія
- 31 жовтня 2015 року фронтовий бомбардувальник Су-34 ВКС РФ застосував 2 КАБ-1500 з лазерним наведенням проти заглиблених цілей, під прикриттям винищувачів Су-30СМ, наземні цілі були знищені літаками Су-25СМ[1]